# Joseph Demers
Pour l’article homonyme, voir Demers.
Joseph Demers (31 mai 1871-28 juillet 1940) fut un avocat et homme politique fédéral et municipal du Québec.

## Biographie
Né à Saint-Georges d'Henryville dans le comté d'Iberville, M. Demers étudia au Collège de Saint-Hyacinthe et au Collège Sainte-Marie de Montréal. Devenu avocat, il pratiqua à DeLorimier dans la région de Montréal.
Baptisé des prénoms Marie Joseph, son prénom d'usage fut simplement Joseph,,,
Élu député du Parti libéral du Canada dans la circonscription fédérale de Saint-Jean—Iberville lors de l'élection partielle déclenchée après la démission de son frère et député Louis-Philippe Demers en 1906, il fut réélu en 1908, 1911 et comme Libéraux de Laurier en 1917 et en 1921. Il démissionna en 1922 pour devenir juge à la Cour supérieure du Québec. Il fut maire de la municipalité de Saint-Jean en 1909.
Son père, Alexis-Louis Demers, fut député provincial d'Iberville de 1881 à 1886.